# Caso Pallerols
El caso Pallerols fue un caso de corrupción ligado a la financiación ilegal del partido político Unión Democrática de Cataluña  (UDC), sentenciado en 2013 por el Tribunal Superior de Justicia de Cataluña. En el caso fueron condenados el empresario andorrano Fidel Pallerols y los excargos de UDC Lluís y Vicenç Gavaldà por el desvío de subvenciones de la Consejería de Trabajo de la Generalidad de Cataluña para la financiación del partido.

## Hechos probados
Los hechos delictivos comenzaron en 1994, cuando el empresario andorrano Fidel Pallerols impartió cursos de formación a desempleados gracias a subvenciones con fondos procedentes de la Unión Europea, que sumaban cerca de nueve millones de euros. A cambio de recibir la subvención, el 10% de esta se desviaba al partido. En el año 2000, Josep Antoni Durán i Lleida, líder de la UDC, afirmó que existía una mano negra que trataba de desacreditarle y que dimitiría si se probaba la financiación irregular.

## Proceso judicial
El caso Pallerols se complicó en los tribunales por el aforamiento de algunos de los implicados, como el diputado de CiU Josep Sánchez Llibre. En el año 2005 la jueza Silvia López Mejía archivó el caso, con la excusa de que el Tribunal Supremo había dicho que no tenía indicios para inculpar a los dos diputados de Convergencia. Sin embargo, un año después, la Audiencia de Barcelona lo reabrió. En el año 2006, el escándalo cayó en el TSJC y se encargó de la instrucción la juez Teresa Cervelló, cuñada de la entonces presidenta del parlamento de Cataluña y miembro de UDC. 
El caso se cerró en enero de 2013 con una sentencia de conformidad pactada entre la fiscalía y los acusados, que aceptaron penas mínimas de cárcel (inferiores, en todos los casos, a los dos años) a cambio de asumir los hechos (que parte del dinero destinado a los cursos fue a parar a las arcas del partido).